# Talia Balsam
Talia Balsam (* 5. März 1959 in New York) ist eine US-amerikanische Schauspielerin.

## Leben
Talia Balsam wuchs als Tochter des Schauspieler-Ehepaares Martin Balsam und Joyce Van Patten auf. Sie besuchte von 1971 bis 1974 die Treehaven School in Tucson (Arizona) und debütierte 1977 als Schauspielerin in dem Fernsehdrama Alexander: The Other Side of Dawn. In dem Fernsehdrama Tod auf dem Campus spielte sie 1981 eine der größeren Rollen neben Ellen Barkin. Eine weitere größere Rolle hatte sie 1984 im Western Calamity Jane. Auch in der Komödie Casanova Junior von 1987 übernahm sie eine größere Rolle neben Patrick Dempsey und Beverly D’Angelo. Im Filmdrama Das Spiel der Macht trat sie 2006 an der Seite von Sean Penn auf.
Balsam war von 1989 bis 1993 mit George Clooney verheiratet. 1998 heiratete sie John Slattery, mit dem sie einen Sohn hat. Sie ist die Nichte von Dick Van Patten und Tim Van Patten sowie Cousine von Vincent Van Patten.

## Filmografie (Auswahl)
- 1977: Alexander: The Other Side of Dawn
- 1978: Dallas: Der Preis für ein Baby (Staffel 2, Folge 5)
- 1981: Tod auf dem Campus (Kent State)
- 1982: Polizeirevier Hill Street (Fernsehserie, Episode 2x15)
- 1983: Magnum (Serie) Staffel 4 Folge 19 – Ein harmloser Auftrag
- 1984: Calamity Jane
- 1985: Mord ist ihr Hobby (Murder, She Wrote, Fernsehserie, Episode 1x17)
- 1986: Rebellen des Grauens (The Supernaturals)
- 1986: Killerhaus – Horror der grausamsten Art (Crawlspace)
- 1987: Casanova Junior (In the Mood)
- 1991: Killer Instinct – Im Netz des Todes (Killer Instinct)
- 1995: Cold Blooded (Coldblooded)
- 1997: Camp Stories
- 1999: Valerie Flake
- 1998–1999: L.A. Doctors (Fernsehserie, 7 Episoden)
- 2003–2004: Without a Trace – Spurlos verschwunden (Without a Trace, Fernsehserie, 7 Episoden)
- 2005: Little Manhattan
- 2006: Das Spiel der Macht (All the King's Men)
- 2007: The Cake Eaters
- 2007–2009, 2012–2014: Mad Men (Fernsehserie, 13 Episoden)
- 2011: Freundschaft Plus (No Strings Attached)
- 2012: Homeland (Fernsehserie, 4 Episoden)
- 2013: Elementary (Fernsehserie, Episode 2x06)
- 2014: The Newsroom (Fernsehserie, Episode 3x04)
- 2016: Little Men
- 2016–2019: Divorce (Fernsehserie, 24 Episoden)
- 2017: Z: The Beginning of Everything (Fernsehserie, 2 Episoden)
- 2019: The Climb
- 2019: South Mountain
- 2020: Der Fall 9/11 – Was ist ein Leben wert (Worth)
- 2021: The Many Saints of Newark
- 2023: Late Bloomers
- 2025: Omaha